# Зоран Милинковић
Зоран Милинковић (Београд, 18. јул 1968) је српски фудбалски тренер и бивши фудбалер.

## Играчка каријера
Прве кораке на фудбалском игралишту направио је у ФК ТЕК Слога из Великих Црљена. Са девет година Зоран је почео да тренира у најмлађим селекцијама Партизана. Прошао је све селекције београдских „црно-белих” а у зиму 1987. одмах по повратку из војске, потписао је професионални уговор и убрзо постао члан тадашњег друголигаша Младости из Петриње, где је провео две и по сезоне. Након одласка из Петриње, враћа се у Партизан за који је одиграо две првенствене утакмице у сезони 1990/91. Следи играње за Војводину а након тога прелази у Могрен. У дресу Могрена, тада друголигаша, иако је играо на месту десног бека, Зоран Милинковић је био најбоље оцењени играч лиге по извештачима „Спорта”. И не само то, већ је био и први стрелац клуба са Лугова.
Милинковић је 1992. године био на корак од преласка у - Црвену звезду. После пробног рада, неколико пријатељских мечева, ипак је одлучено да са групом играча у којој је био и Зоран Јовичић, Милинковић оде у бањалучки Борац. Због рата на простору БиХ, црвено-плави су као домаћини у то време играли у Ваљеву и Костолцу. Из Борца Зорана је пут одвео у нишки Раднички.
У богатој иностраној каријери, поред мађарског Хонведа, па јапанског Тосуа где је играо са Драгишом Бинићем, преко белгијског Варегема, долази у Ницу са којом осваја Куп Француске. За Ницу је забележио 63 наступа и постигао два гола. Након две године у Ници, 1998. године прелази у немачку Ханзу из Роштока. Следеће године одлази на Кипар где наступа за Анортозис који је у то време водио наш стручњак Душан Митошевић. У том клубу Милинковић је проглашаван за најбољег играча лиге, али и за најбољег странца у кипарском фудбалу. Последњи клуб му је био ФК Докса Катакопија где је завршио играчку каријеру 2003. године.

## Тренерска каријера
Тренерску каријеру започео је у Обилићу 2004. године. После годину дана проведених на Врачару, три сезоне је предводио борчански БСК, затим кратко Колубару и Срем, пре него што је 2010. године преузео Спартак из Суботице. Са „голубовима” је сезону завршио на четвртом месту, па га је већ наредне сезоне ангажовала Војводина са којом завршава као трећи, али се упркос томе враћа у Суботицу. Ни овога пута није остао дуже од годину дана у Спартаку, па је после епизоде у ОФК Београду, с којим је сезону окончао као шести, неколико месеци био тренер Ариса, да би у јануару 2014. преузео Вождовац.
У марту 2015. Милинковић је постављен за тренера Партизана уместо Марка Николића. Успео је да сачува предност до краја сезоне 2014/15. и освоји 26. титулу за Партизан. У Купу није успео да врати пехар, јер је финале изгубио од Чукаричког. На почетку сезоне 2015/16. Партизан је у квалификацијама за Лигу шампиона елиминисао Дила Гори и Стеауу, али није успео БАТЕ Борисов. Касније је клуб наставио такмичење у Лиги Европе где је савладан АЗ Алкмар, што је био први тријумф после шест година у лига такмичењима УЕФА. Ипак након серије слабих резултата у Суперлиги Србије Милинковић је поднео оставку 14. октобра 2015. године.
Током 2016. године Милинковић је кратко водио кипарски Анортозис. Он је на клупи славног кипарског клуба провео тек нешто више од месец дана и за то време остварио по једну победу и реми уз четири пораза. Анортозис у последња три меча није освојио ни бод, пао је на пето место, па су му клупски челници уручили отказ.
Крајем августа 2017. године Милинковић је постављен за тренер бањалучког Борца. У клубу је остао само до 22. новембра исте године када је раскинута сарадња. Екипу је водио на девет утакмица у Премијер лиги БиХ у којим је освојио само десет бодова, а уз то су постигнута само четири гола. Уједно је Борац елиминисан из Купа БиХ од Крупе.
Крајем фебруара 2018. Милинковић је преузео београдски Рад. Успео је клубу са Бањице да обезбеди опстанак у Суперлиги у сезони 2017/18. Почео је и сезону 2018/19. као тренер овог клуба али је смењен 9. новембра 2018. године након серије лошијих резултата. Милинковић је у моменту отказа држао 10. место на табели Суперлиге, са четири бода више од Спартака у зони испадања - али је у последњих шест кола забележио два ремија и чак четири пораза.
Крајем децембра 2019. по други пут у каријери је постављен за тренера Колубаре. Са екипом Колубаре је сезону 2019/20. у Првој лиги Србије завршио на петом месту. У јуну 2020. је преузео Ал Џахру из Кувајта, али је већ у новембру исте године напустио клуб због приватних разлога. Недуго након напуштања Ал Џахре, Милинковић по трећи пут преузима функцију тренера Колубаре. Са Милинковићем на тренерској клупи, Колубара је у сезони 2020/21. изборила историјски пласман у Суперлигу Србије. Ипак, он није водио Колубару у Суперлиги пошто је недуго по завршетку сезоне одлучио да напусти клуб.
Крајем јула 2021. је по други пут у тренерској каријери преузео бањалучки Борац. На овој функцији је био само 19 дана пошто је већ 18. августа 2021. добио отказ. Милинковић је водио Борац на само две утакмице, уписавши минималан пораз од Посушја, док је у дербију на свом терену бањалучки тим декласиран од Зрињског (5:1) што је највећи пораз Борца на Градском стадиону у Премијер лиги БиХ.

## Трофеји (као тренер)

### Партизан
- Суперлига Србије (1) : 2014/15.